# Coupe de la Ligue anglaise de football 2025-2026
Navigation
Édition précédente Édition suivante
La Coupe de la Ligue anglaise 2025-2026 est la 66e édition de la compétition. Le vainqueur est qualifié pour les barrages de la Ligue Conférence 2026-2027.
Le tour préliminaire commence le 29 juillet 2025 et la finale est prévue le 22 mars 2026, à Wembley. La dernière édition a vu Newcastle United remporter son 1er titre contre Liverpool FC.

## Clubs participants
Au total l'ensemble des clubs des quatre premières divisions anglaises (Premier League, Championship, League One et League Two) participent à cette édition, soit 92 clubs.

### Distribution
La coupe est organisée de telle façon qu'il ne reste que 32 clubs au 3e tour. En raison du fort nombre de clubs engagés en coupes d'Europe cette saison (9 clubs), il y a un tour préliminaire avec quatre clubs : les deux derniers non relégués de League Two de la saison dernière (le 21e et le 22e) ainsi que que les deux promus de League Two. Les 68 autres clubs de l'English Football League (niveaux 2 à 4) entrent en lice au 1er tour. Au 2e tour, entrent en lice les 11 clubs de Premier League non engagés dans des compétitions européennes. Enfin, au 3e tour, les 9 clubs de Premier League européens font leurs débuts dans la compétition.
| Clubs de Premier League (20) | Clubs de Championship (24) | Clubs de League One (24) | Clubs de League Two (24) | Clubs de League Two (24)    |
| Entrée au 3e tour            | Entrée au 1er tour         | Entrée au 1er tour       | Entrée au 1er tour       | Entrée au Tour préliminaire |
| ---------------------------- | -------------------------- | ------------------------ | ------------------------ | --------------------------- |
| Liverpool FC                 | Leicester City             | Luton Town               | Crawley Town             | Accrington Stanley          |
| Arsenal FC                   | Ipswich Town               | Plymouth Argyle          | Bristol Rovers           | Newport County              |
| Manchester City              | Southampton FC             | Cardiff City             | Cambridge United         | Barnet FC                   |
| Chelsea FC                   | Sheffield United           | Stockport County         | Shrewsbury Town          | Oldham Athletic             |
| Newcastle United T           | Coventry City              | Wycombe Wanderers        | Walsall FC               |                             |
| Aston Villa                  | Bristol City               | Leyton Orient            | Notts County             |                             |
| Nottingham Forest            | Blackburn Rovers           | Reading FC               | Chesterfield FC          |                             |
| Crystal Palace               | Millwall FC                | Bolton Wanderers         | Salford City             |                             |
| Tottenham Hotspur            | West Bromwich Albion       | Blackpool FC             | Grimsby Town             |                             |
| Entrée au 2e tour            | Middlesbrough FC           | Huddersfield Town        | Colchester United        |                             |
| Brighton & Hove Albion       | Swansea City               | Lincoln City             | Bromley FC               |                             |
| AFC Bournemouth              | Sheffield Wednesday        | Barnsley FC              | Swindon Town             |                             |
| Brentford FC                 | Norwich City               | Rotherham United         | Crewe Alexandra          |                             |
| Fulham FC                    | Watford FC                 | Stevenage FC             | Fleetwood Town           |                             |
| Everton FC                   | Queens Park Rangers        | Wigan Athletic           | Cheltenham Town          |                             |
| West Ham United              | Portsmouth FC              | Exeter City              | Barrow AFC               |                             |
| Manchester United            | Oxford United              | Mansfield Town           | Gillingham FC            |                             |
| Wolverhampton Wanderers      | Stoke City                 | Peterborough United      | Harrogate Town           |                             |
| Leeds United                 | Derby County               | Northampton Town         | Milton Keynes Dons       |                             |
| Burnley FC                   | Preston North End          | Burton Albion            | Tranmere Rovers          |                             |
| Sunderland AFC               | Hull City                  | Doncaster Rovers         |                          |                             |
|                              | Birmingham City            | Port Vale                |                          |                             |
| Wrexham AFC                  | Bradford City              |                          |                          |                             |
| Charlton Athletic            | AFC Wimbledon              |                          |                          |                             |

## Calendrier
Les clubs participants rentrent tout au long de la compétition selon leur niveau. Au total, 92 clubs participent à cette édition.
| Tour                                                         | Nom                             | Dates retenues                                    | Équipes entrantes               | Équipes participantes           | Équipes gagnantes               |
| (2025)                                                       | (2025)                          | (2025)                                            | (2025)                          | (2025)                          | (2025)                          |
| Entrée de 4 clubs de League Two                              | Entrée de 4 clubs de League Two | Entrée de 4 clubs de League Two                   | Entrée de 4 clubs de League Two | Entrée de 4 clubs de League Two | Entrée de 4 clubs de League Two |
| ------------------------------------------------------------ | ------------------------------- | ------------------------------------------------- | ------------------------------- | ------------------------------- | ------------------------------- |
| 0                                                            | Tour préliminaire               | mardi 29 juillet et mardi 5 août                  | 4                               | 4                               | 2                               |
| Entrée de 70 clubs de Championship, League One et League Two |                                 |                                                   |                                 |                                 |                                 |
| 1                                                            | Premier tour                    | mardi 12 et mercredi 13 août                      | 68                              | 70                              | 35                              |
| Entrée des 11 clubs non-européens de Premier League          |                                 |                                                   |                                 |                                 |                                 |
| 2                                                            | Deuxième tour                   | mardi 26 et mercredi 27 août                      | 11                              | 46                              | 23                              |
| Entrée des 9 clubs européens de Premier League               |                                 |                                                   |                                 |                                 |                                 |
| 3                                                            | Troisième tour (1/16 de finale) | lundi 15 et lundi 22 septembre                    | 9                               | 32                              | 16                              |
| 4                                                            | Quatrième tour (1/8 de finale)  | lundi 27 octobre                                  | -                               | 16                              | 8                               |
| 5                                                            | Cinquième tour (1/4 de finale)  | lundi 15 décembre                                 | -                               | 8                               | 4                               |
| (2026)                                                       |                                 |                                                   |                                 |                                 |                                 |
| 6                                                            | Demi-finales                    | Aller : lundi 12 janvier Retour : lundi 2 février | -                               | 4                               | 2                               |
| 7                                                            | Finale au Stade de Wembley      | dimanche 22 mars                                  | -                               | 2                               | 1                               |

## Résultats

### Tour préliminaire
Le tirage au sort de ce tour est divisé sur une base géographique en sections « nord » et « sud ». Les équipes sont opposées à une équipe de la même section.
Le tirage au sort a lieu le 26 juin 2025.

#### Section nord
| 5 août 2025 | Accrington Stanley (4)                                   | 3 - 1   | Oldham Athletic (4) |                                                                       |                                                                       |
| 20h45       | ( Mooney) Popoola 10e · ( Rawson) Mooney 17e · Woods 34e | (3 - 0) | 62e Ogle ( Morris)  | Crown Ground, Accrington Spectateurs : 2 042 Arbitrage : Scott Oldham | Crown Ground, Accrington Spectateurs : 2 042 Arbitrage : Scott Oldham |
| 20h45       | Brown 52e · Love 90e                                     | Rapport | 71e Morris          | Crown Ground, Accrington Spectateurs : 2 042 Arbitrage : Scott Oldham | Crown Ground, Accrington Spectateurs : 2 042 Arbitrage : Scott Oldham |

#### Section sud
| 29 juillet 2025 | Barnet FC (4)                                | 2 - 2 2 - 4 t. a. b. | Newport County (4)                            |                                                                           |                                                                           |
| 20h30           | ( Smith) Galvin 90+7e · ( Kanu) Browne 90+9e | (0 - 2)              | 31e Antwi ( Jenkins) · 42e Reindorf ( Davies) | The Hive Stadium, Edgware Spectateurs : 1 789 Arbitrage : Darren Drysdale | The Hive Stadium, Edgware Spectateurs : 1 789 Arbitrage : Darren Drysdale |
| 20h30           | Kanu 85e                                     | Rapport              | 41e Antwi · 75e Jenkins ·                     | The Hive Stadium, Edgware Spectateurs : 1 789 Arbitrage : Darren Drysdale | The Hive Stadium, Edgware Spectateurs : 1 789 Arbitrage : Darren Drysdale |
| 20h30           | Adeniran · Browne · Hugill · Smith           | Tirs au but 2 - 4    | Garner · Lloyd · Antwi · Kamwa · Evans        | The Hive Stadium, Edgware Spectateurs : 1 789 Arbitrage : Darren Drysdale | The Hive Stadium, Edgware Spectateurs : 1 789 Arbitrage : Darren Drysdale |

### Premier tour
Le tirage au sort de ce tour est divisé sur une base géographique en sections « nord » et « sud ». Les équipes sont opposées à une équipe de la même section.
Le tirage au sort a lieu le 26 juin 2025.

#### Section nord
| 12 août 2025 | Barrow AFC (4) | 0 - 1   | Preston North End (2) |                                                                             |                                                                             |
| 20h30        |                | (0 - 0) | 66e (csc) Raglan      | Holker Street, Barrow-in-Furness Spectateurs : 3 108 Arbitrage : Ross Joyce | Holker Street, Barrow-in-Furness Spectateurs : 3 108 Arbitrage : Ross Joyce |
| 20h30        | Newby 81e      | Rapport |                       | Holker Street, Barrow-in-Furness Spectateurs : 3 108 Arbitrage : Ross Joyce | Holker Street, Barrow-in-Furness Spectateurs : 3 108 Arbitrage : Ross Joyce |

| 12 août 2025 | Middlesbrough FC (2) | 0 - 4   | Doncaster Rovers (3)                                                 |                                                                                   |                                                                                   |
| 20h30        |                      | (0 - 2) | 11e Close ( Sharp) · 23e Ajayi · 84e Gotts ( Molyneux) · 90+6e Nixon | Riverside Stadium, Middlesbrough Spectateurs : 11 979 Arbitrage : Matthew Corlett | Riverside Stadium, Middlesbrough Spectateurs : 11 979 Arbitrage : Matthew Corlett |
| 20h30        | Kanté 27e            | Rapport | 47e McGrath · 60e Grehan · 83e Close                                 | Riverside Stadium, Middlesbrough Spectateurs : 11 979 Arbitrage : Matthew Corlett | Riverside Stadium, Middlesbrough Spectateurs : 11 979 Arbitrage : Matthew Corlett |

| 12 août 2025 | Stockport County (3)                                                   | 3 - 1   | Crewe Alexandra (4)      |                                                                       |                                                                       |
| 20h30        | ( Dodgson) Wootton 49e · ( Dodgson) Lowe 52e · ( Gardener) Fiorini 77e | (0 - 0) | 86e Tezgel ( Billington) | Edgeley Park, Stockport Spectateurs : 4 945 Arbitrage : Scott Jackson | Edgeley Park, Stockport Spectateurs : 4 945 Arbitrage : Scott Jackson |
| 20h30        | Andrew 31e · Connolly 56e                                              | Rapport |                          | Edgeley Park, Stockport Spectateurs : 4 945 Arbitrage : Scott Jackson | Edgeley Park, Stockport Spectateurs : 4 945 Arbitrage : Scott Jackson |

| 12 août 2025 | Accrington Stanley (4)                                                     | 2 - 1   | Peterborough United (3) |                                                                        |                                                                        |
| 20h45        | Henderson 1re · ( Henderson) Mooney 25e                                    | (2 - 0) | 79e Collins ( Hayes)    | Crown Ground, Accrington Spectateurs : 847 Arbitrage : Aaron Bannister | Crown Ground, Accrington Spectateurs : 847 Arbitrage : Aaron Bannister |
| 20h45        | Pye 21e · Martin 31e · Henderson 36e · Brown 45+1e · Love 66e · Sass 90+2e | Rapport | 45e Lolos · 56e Lisbie  | Crown Ground, Accrington Spectateurs : 847 Arbitrage : Aaron Bannister | Crown Ground, Accrington Spectateurs : 847 Arbitrage : Aaron Bannister |

| 12 août 2025 | Blackburn Rovers (2)                  | 1 - 2   | Bradford City (3)                                    |                                                                         |                                                                         |
| 20h45        | De Neve 45+4e                         | (1 - 2) | 2e Touray ( Metcalfe) · 4e Swan                      | Ewood Park, Blackburn Spectateurs : 9 855 Arbitrage : Anthony Backhouse | Ewood Park, Blackburn Spectateurs : 9 855 Arbitrage : Anthony Backhouse |
| 20h45        | Tronstad 14e · Gueye 68e · Kargbo 88e | Rapport | 36e Lapslie · 68e Tilt · 78e Walker · 90+4e Humphrys | Ewood Park, Blackburn Spectateurs : 9 855 Arbitrage : Anthony Backhouse | Ewood Park, Blackburn Spectateurs : 9 855 Arbitrage : Anthony Backhouse |

| 12 août 2025 | Blackpool FC (3)        | 0 - 1   | Port Vale (3)      |                                                                         |                                                                         |
| 20h45        |                         | (0 - 0) | 75e Faal ( Shipley | Bloomfield Road, Blackpool Spectateurs : 2 606 Arbitrage : Simon Mather | Bloomfield Road, Blackpool Spectateurs : 2 606 Arbitrage : Simon Mather |
| 20h45        | Hansson 51e · Brown 70e | Rapport | 6e John            | Bloomfield Road, Blackpool Spectateurs : 2 606 Arbitrage : Simon Mather | Bloomfield Road, Blackpool Spectateurs : 2 606 Arbitrage : Simon Mather |

| 12 août 2025 | Chesterfield FC (4) | 0 - 2   | Mansfield Town (3)                                  |                                                                              |                                                                              |
| 20h45        |                     | (0 - 1) | 2e Oates ( Dwyer) · 59e Evans                       | SMH Group Stadium, Chesterfield Spectateurs : 9 502 Arbitrage : Adam Herczeg | SMH Group Stadium, Chesterfield Spectateurs : 9 502 Arbitrage : Adam Herczeg |
| 20h45        | Naylor 73e          | Rapport | 1e Bowery · 45e Cargill · 53e Lewis · 88e McDonnell | SMH Group Stadium, Chesterfield Spectateurs : 9 502 Arbitrage : Adam Herczeg | SMH Group Stadium, Chesterfield Spectateurs : 9 502 Arbitrage : Adam Herczeg |

| 12 août 2025 | Grimsby Town (4)                                               | 3 - 1   | Shrewsbury Town (4)                                |                                                                            |                                                                            |
| 20h45        | ( Turi) Kwogu 15e · ( Warren) Gardner 50e · Kabia 90+2e (pen.) | (1 - 0) | 63e Sang ( Benning)                                | Blundell Park, Cleethorpes Spectateurs : 3 156 Arbitrage : Seb Stockbridge | Blundell Park, Cleethorpes Spectateurs : 3 156 Arbitrage : Seb Stockbridge |
| 20h45        |                                                                | Rapport | 4e Benning · 26e Anderson · 47e Clucas · 81e Hoole | Blundell Park, Cleethorpes Spectateurs : 3 156 Arbitrage : Seb Stockbridge | Blundell Park, Cleethorpes Spectateurs : 3 156 Arbitrage : Seb Stockbridge |

| 12 août 2025 | Harrogate Town (4) | 1 - 3   | Lincoln City (3)                                          |                                                                             |                                                                             |
| 20h45        | Taylor 90+5e       | (0 - 1) | 29e Moylan ( Street) · 60e Draper · 68e Street ( Collins) | Wetherby Road, Harrogate Spectateurs : 2 119 Arbitrage : Zac Kennard-Kettle | Wetherby Road, Harrogate Spectateurs : 2 119 Arbitrage : Zac Kennard-Kettle |
| 20h45        |                    | Rapport | 48e Bayliss                                               | Wetherby Road, Harrogate Spectateurs : 2 119 Arbitrage : Zac Kennard-Kettle | Wetherby Road, Harrogate Spectateurs : 2 119 Arbitrage : Zac Kennard-Kettle |

| 12 août 2025 | Salford City (4)                             | 0 - 0 2 - 3 t. a. b. | Rotherham United (3)          |                                                                     |                                                                     |
| 20h45        |                                              | (0 - 0)              |                               | Moor Lane, Salford Spectateurs : 1 409 Arbitrage : Edward Duckworth | Moor Lane, Salford Spectateurs : 1 409 Arbitrage : Edward Duckworth |
| 20h45        | Cesay 83e · Woodburn 90+5e                   | Rapport              | 37e Yearwood ·                | Moor Lane, Salford Spectateurs : 1 409 Arbitrage : Edward Duckworth | Moor Lane, Salford Spectateurs : 1 409 Arbitrage : Edward Duckworth |
| 20h45        | Edwards · Garbutt · Woodburn · Grant · N'Mai | Tirs au but 2 - 3    | Powell · Holmes · Gore · Hall | Moor Lane, Salford Spectateurs : 1 409 Arbitrage : Edward Duckworth | Moor Lane, Salford Spectateurs : 1 409 Arbitrage : Edward Duckworth |

| 12 août 2025 | Stoke City (2)                               | 0 - 0 4 - 3 t. a. b. | Walsall FC (4)                           |                                                                           |                                                                           |
| 20h45        |                                              | (0 - 0)              |                                          | Bet365 Stadium, Stoke-on-Trent Spectateurs : 8 809 Arbitrage : James Bell | Bet365 Stadium, Stoke-on-Trent Spectateurs : 8 809 Arbitrage : James Bell |
| 20h45        | Seko 50e · Lawal 55e                         | Rapport              | 57e Farquharson ·                        | Bet365 Stadium, Stoke-on-Trent Spectateurs : 8 809 Arbitrage : James Bell | Bet365 Stadium, Stoke-on-Trent Spectateurs : 8 809 Arbitrage : James Bell |
| 20h45        | Baker · Donley · Mubama · Bae J.-H. · Bonham | Tirs au but 4 - 3    | Matt · Stuttle · Flint · Jellis · Adomah | Bet365 Stadium, Stoke-on-Trent Spectateurs : 8 809 Arbitrage : James Bell | Bet365 Stadium, Stoke-on-Trent Spectateurs : 8 809 Arbitrage : James Bell |

| 12 août 2025 | West Bromwich Albion (2)                  | 1 - 1 2 - 3 t. a. b. | Derby County (2)                                      |                                                                       |                                                                       |
| 20h45        | ( Price) Heggebo 67e                      | (0 - 0)              | 90+6e Ward                                            | The Hawthorns, Birmingham Spectateurs : 8 548 Arbitrage : Thomas Kirk | The Hawthorns, Birmingham Spectateurs : 8 548 Arbitrage : Thomas Kirk |
| 20h45        | Campbell 48e                              | Rapport              | 25e Elder · 56e Weimann · 83e Adams · 90+5e Vickers · | The Hawthorns, Birmingham Spectateurs : 8 548 Arbitrage : Thomas Kirk | The Hawthorns, Birmingham Spectateurs : 8 548 Arbitrage : Thomas Kirk |
| 20h45        | Wallace · Maja · Mowatt · Molumby · Grant | Tirs au but 2 - 3    | Goudmijn · Osborn · Jackson · Ward · Adams            | The Hawthorns, Birmingham Spectateurs : 8 548 Arbitrage : Thomas Kirk | The Hawthorns, Birmingham Spectateurs : 8 548 Arbitrage : Thomas Kirk |

| 12 août 2025 | Wigan Athletic (3)                              | 1 - 0   | Notts County (4) |                                                               |                                                               |
| 20h45        | Mullin 10e (pen.)                               | (1 - 0) |                  | DW Stadium, Wigan Spectateurs : 2 907 Arbitrage : Ollie Yates | DW Stadium, Wigan Spectateurs : 2 907 Arbitrage : Ollie Yates |
| 20h45        | Brenan 23e · Tickle 54e · Murray 68e · Weir 83e | Rapport | 32e Cotter       | DW Stadium, Wigan Spectateurs : 2 907 Arbitrage : Ollie Yates | DW Stadium, Wigan Spectateurs : 2 907 Arbitrage : Ollie Yates |

| 12 août 2025 | Wrexham AFC (2)                                            | 3 - 3 5 - 3 t. a. b. | Hull City (2)                                                         |                                                                        |                                                                        |
| 20h45        | ( McClean) Lee 31e · ( McClean Barnett) Palmer 90+1e 90+2e | (1 - 1)              | 36e McBurnie ( Drameh) · 70e Ndala ( Gelhardt) · 81e Crooks ( Palmer) | Racecourse Ground, Wrexham Spectateurs : 10 106 Arbitrage : Josh Smith | Racecourse Ground, Wrexham Spectateurs : 10 106 Arbitrage : Josh Smith |
| 20h45        |                                                            | Rapport              | 27e Hughes · 53e Gelhardt · 90+3e Lundstram ·                         | Racecourse Ground, Wrexham Spectateurs : 10 106 Arbitrage : Josh Smith | Racecourse Ground, Wrexham Spectateurs : 10 106 Arbitrage : Josh Smith |
| 20h45        | McClean · Lee · Windass · Palmer · Marriott                | Tirs au but 5 - 3    | Palmer · Ndala · Kamara · Giles                                       | Racecourse Ground, Wrexham Spectateurs : 10 106 Arbitrage : Josh Smith | Racecourse Ground, Wrexham Spectateurs : 10 106 Arbitrage : Josh Smith |

| 13 août 2025 | Barnsley FC (3)                                         | 2 - 2       | Fleetwood Town (4)                                      |                                                                      |                                                                      |
| 20h45        | ( Cleary) Russell 15e · Mullarkey 59e (csc)             | (1 - 1)     | 45+1e Mullarkey ( Roberts) · 90+4e Devonport ( Johnson) | Oakwell Stadium, Barnsley Spectateurs : 3 259 Arbitrage : Carl Brook | Oakwell Stadium, Barnsley Spectateurs : 3 259 Arbitrage : Carl Brook |
| 20h45        | Mahoney 90+8e                                           | Rapport     |                                                         | Oakwell Stadium, Barnsley Spectateurs : 3 259 Arbitrage : Carl Brook | Oakwell Stadium, Barnsley Spectateurs : 3 259 Arbitrage : Carl Brook |
| 20h45        | Connell · Russell · Farrugia · Farrell · Kelly · Cleary | Tirs au but | Graydon · Helm · Devonport · Hume · Norwood · Morrison  | Oakwell Stadium, Barnsley Spectateurs : 3 259 Arbitrage : Carl Brook | Oakwell Stadium, Barnsley Spectateurs : 3 259 Arbitrage : Carl Brook |

| 13 août 2025 | Bolton Wanderers (3)                                                                  | 3 - 3 2 - 4 t. a. b. | Sheffield Wednesday (2)                         |                                                                                      |                                                                                      |
| 20h45        | ( Dacres-Cogley) Osei-Tutu 36e · ( Erhahon) Gale 77e · ( Conway) Cozier-Duberry 90+2e | (1 - 2)              | 8e Siqueira · 37e Ugbo · 80e Johnson ( Kobacki) | University of Bolton Stadium, Bolton Spectateurs : 8 208 Arbitrage : Oliver Langford | University of Bolton Stadium, Bolton Spectateurs : 8 208 Arbitrage : Oliver Langford |
| 20h45        | Inwood 27e · Chris Forino-Joseph 45e                                                  | Rapport              | 70e Jarvis Thornton ·                           | University of Bolton Stadium, Bolton Spectateurs : 8 208 Arbitrage : Oliver Langford | University of Bolton Stadium, Bolton Spectateurs : 8 208 Arbitrage : Oliver Langford |
| 20h45        | Morley · Cozier-Duberry · Burstow · Conway                                            | Tirs au but 2 - 4    | McNeill · Lowe · Lowe · Palmer                  | University of Bolton Stadium, Bolton Spectateurs : 8 208 Arbitrage : Oliver Langford | University of Bolton Stadium, Bolton Spectateurs : 8 208 Arbitrage : Oliver Langford |

| 13 août 2025 | Huddersfield Town (3)                | 2 - 2 3 - 2 t. a. b. | Leicester City (2)                                |                                                                           |                                                                           |
| 20h45        | Vost 65e · ( Wallace) Ashia 76e      | (0 - 0)              | 54e Choudhury · 68e Winks ( Mavididi)             | Kirklees Stadium, Huddersfield Spectateurs : 6 884 Arbitrage : David Webb | Kirklees Stadium, Huddersfield Spectateurs : 6 884 Arbitrage : David Webb |
| 20h45        | Sean Roughan 68e                     | Rapport              | 14e Monga ·                                       | Kirklees Stadium, Huddersfield Spectateurs : 6 884 Arbitrage : David Webb | Kirklees Stadium, Huddersfield Spectateurs : 6 884 Arbitrage : David Webb |
| 20h45        | Taylor · May · Castledine · Sørensen | Tirs au but 3 - 2    | Ayew · Mavididi · Thomas · El Khannouss · Mcateer | Kirklees Stadium, Huddersfield Spectateurs : 6 884 Arbitrage : David Webb | Kirklees Stadium, Huddersfield Spectateurs : 6 884 Arbitrage : David Webb |

| 13 août 2025 | Birmingham City (2)                                 | 2 - 1   | Sheffield United (2) |                                                                     |                                                                     |
| 21h00        | ( Gray) Furuhashi 5e · ( Willumsson) Stansfield 87e | (1 - 0) | 72e Hamer ( Peck)    | St Andrew's, Birmingham Spectateurs : 16 357 Arbitrage : Gavin Ward | St Andrew's, Birmingham Spectateurs : 16 357 Arbitrage : Gavin Ward |
| 21h00        | Stansfield 73e · Klarer 90+3e                       | Rapport | 14e Robinson         | St Andrew's, Birmingham Spectateurs : 16 357 Arbitrage : Gavin Ward | St Andrew's, Birmingham Spectateurs : 16 357 Arbitrage : Gavin Ward |

| 19 août 2025 | Tranmere Rovers (4)                                             | 1 - 1       | Burton Albion (3)                                                |                                                                       |                                                                       |
| 20h45        | Whitaker 37e                                                    | (1 - 1)     | 10e Whitfield                                                    | Prenton Park, Birkenhead Spectateurs : 3 524 Arbitrage : Simon Mather | Prenton Park, Birkenhead Spectateurs : 3 524 Arbitrage : Simon Mather |
| 20h45        | Jennings 41e                                                    | Rapport     | 72e Newall · 90+7e Sibbick ·                                     | Prenton Park, Birkenhead Spectateurs : 3 524 Arbitrage : Simon Mather | Prenton Park, Birkenhead Spectateurs : 3 524 Arbitrage : Simon Mather |
| 20h45        | Patrick · Lowe · Harris · Blacker · O'Connor · Norman · Davison | Tirs au but | Whitfield · Revan · Larsson · Tavares · Williams · Akoto · Delap | Prenton Park, Birkenhead Spectateurs : 3 524 Arbitrage : Simon Mather | Prenton Park, Birkenhead Spectateurs : 3 524 Arbitrage : Simon Mather |

#### Section sud
| 12 août 2025 | Swansea City (2)                                         | 3 - 1   | Crawley Town (4)         |                                                                          |                                                                          |
| 20h00        | ( Tymon) Ronal 4e · Wales 67e · ( Wales) Galbraith 90+4e | (1 - 0) | 75e Tshimanga ( Flower)  | Swansea.com Stadium, Swansea Spectateurs : 5 095 Arbitrage : Ben Speedie | Swansea.com Stadium, Swansea Spectateurs : 5 095 Arbitrage : Ben Speedie |
| 20h00        |                                                          | Rapport | 54e Flint · 83e Holohan) | Swansea.com Stadium, Swansea Spectateurs : 5 095 Arbitrage : Ben Speedie | Swansea.com Stadium, Swansea Spectateurs : 5 095 Arbitrage : Ben Speedie |

| 12 août 2025 | Newport County (4) | 0 - 1   | Millwall FC (2)          |                                                                     |                                                                     |
| 20h30        |                    | (0 - 0) | 60e Leonard ( Emakhu)    | Rodney Parade, Newport Spectateurs : 2 617 Arbitrage : Scott Oldham | Rodney Parade, Newport Spectateurs : 2 617 Arbitrage : Scott Oldham |
| 20h30        |                    | Rapport | 16e Leonard · 74e Luongo | Rodney Parade, Newport Spectateurs : 2 617 Arbitrage : Scott Oldham | Rodney Parade, Newport Spectateurs : 2 617 Arbitrage : Scott Oldham |

| 12 août 2025 | Bristol City (2)                           | 2 - 0   | Milton Keynes Dons (4)   |                                                                            |                                                                            |
| 20h45        | ( Twine) Knight 6e · ( Twine) Hirakawa 61e | (1 - 0) |                          | Ashton Gate Stadium, Bristol Spectateurs : 10 280 Arbitrage : Bobby Madley | Ashton Gate Stadium, Bristol Spectateurs : 10 280 Arbitrage : Bobby Madley |
| 20h45        |                                            | Rapport | 31e Thompson · 54e Hogan | Ashton Gate Stadium, Bristol Spectateurs : 10 280 Arbitrage : Bobby Madley | Ashton Gate Stadium, Bristol Spectateurs : 10 280 Arbitrage : Bobby Madley |

| 12 août 2025 | Bristol Rovers (4) | 0 - 2   | Cambridge United (4)                       |                                                                         |                                                                         |
| 20h45        |                    | (0 - 1) | 29e Appéré ( Kaikai) · 75e Loft ( Gibbons) | Memorial Stadium, Bristol Spectateurs : 2 681 Arbitrage : Oliver Mackey | Memorial Stadium, Bristol Spectateurs : 2 681 Arbitrage : Oliver Mackey |
| 20h45        | Conteh 23e         | Rapport | 67e Brophy                                 | Memorial Stadium, Bristol Spectateurs : 2 681 Arbitrage : Oliver Mackey | Memorial Stadium, Bristol Spectateurs : 2 681 Arbitrage : Oliver Mackey |

| 12 août 2025 | Cardiff City (3)            | 2 - 1   | Swindon Town (4)             |                                                                           |                                                                           |
| 20h45        | Ashford 21e · Colwill 45+2e | (2 - 0) | 55e Ehibhatiomhan ( Oldaker) | Cardiff City Stadium, Cardiff Spectateurs : 7 160 Arbitrage : Elliot Bell | Cardiff City Stadium, Cardiff Spectateurs : 7 160 Arbitrage : Elliot Bell |
| 20h45        | Kpakio 60e                  | Rapport | 52e Clarke · 80e McGregor    | Cardiff City Stadium, Cardiff Spectateurs : 7 160 Arbitrage : Elliot Bell | Cardiff City Stadium, Cardiff Spectateurs : 7 160 Arbitrage : Elliot Bell |

| 12 août 2025 | Charlton Athletic (2)                                             | 3 - 1   | Stevenage FC (3)           |                                                                 |                                                                 |
| 20h45        | ( Olaofe) Leaburn 27e · ( Leaburn) Fullah 36e · ( Kanu) Berry 77e | (2 - 0) | 86e Freestone ( Pattenden) | The Valley, Londres Spectateurs : 4 092 Arbitrage : Craig Hicks | The Valley, Londres Spectateurs : 4 092 Arbitrage : Craig Hicks |
| 20h45        | Rapport                                                           |         |                            | The Valley, Londres Spectateurs : 4 092 Arbitrage : Craig Hicks | The Valley, Londres Spectateurs : 4 092 Arbitrage : Craig Hicks |

| 12 août 2025 | Coventry City (2)   | 1 - 0   | Luton Town (3) |                                                                                          |                                                                                          |
| 20h45        | ( Wright) Simms 57e | (0 - 0) |                | Coventry Building Society Arena, Coventry Spectateurs : 10 595 Arbitrage : Leigh Doughty | Coventry Building Society Arena, Coventry Spectateurs : 10 595 Arbitrage : Leigh Doughty |
| 20h45        |                     | Rapport | 40e Holmes     | Coventry Building Society Arena, Coventry Spectateurs : 10 595 Arbitrage : Leigh Doughty | Coventry Building Society Arena, Coventry Spectateurs : 10 595 Arbitrage : Leigh Doughty |

| 12 août 2025 | Gillingham FC (4)                     | 1 - 1 2 - 4 t. a. b. | AFC Wimbledon (3)                   |                                                                           |                                                                           |
| 20h45        | ( Clark) Coleman 83e                  | (0 - 1)              | 32e Hackford ( Orsi)                | Priestfield Stadium, Gillingham Spectateurs : 2 205 Arbitrage : Neil Hair | Priestfield Stadium, Gillingham Spectateurs : 2 205 Arbitrage : Neil Hair |
| 20h45        |                                       | Rapport              | 42e Sasu · 80e Johnson ·            | Priestfield Stadium, Gillingham Spectateurs : 2 205 Arbitrage : Neil Hair | Priestfield Stadium, Gillingham Spectateurs : 2 205 Arbitrage : Neil Hair |
| 20h45        | Clark · Williams · McKenzie · Andrews | Tirs au but 2 - 4    | Stevens · Kelly · Hippolyte · Smith | Priestfield Stadium, Gillingham Spectateurs : 2 205 Arbitrage : Neil Hair | Priestfield Stadium, Gillingham Spectateurs : 2 205 Arbitrage : Neil Hair |

| 12 août 2025 | Leyton Orient (3)  | 0 - 1   | Wycombe Wanderers (3)      |                                                                  |                                                                  |
| 20h45        |                    | (0 - 0) | 90+4e Simpson              | Brisbane Road, Londres Spectateurs : 3 293 Arbitrage : Tom Nield | Brisbane Road, Londres Spectateurs : 3 293 Arbitrage : Tom Nield |
| 20h45        | Tyreeq Bakinson 4e | Rapport | 90+5e Back · 90+7e Gregory | Brisbane Road, Londres Spectateurs : 3 293 Arbitrage : Tom Nield | Brisbane Road, Londres Spectateurs : 3 293 Arbitrage : Tom Nield |

| 12 août 2025 | Northampton Town (3)                          | 0 - 1   | Southampton FC (2)                                                     |                                                                           |                                                                           |
| 20h45        |                                               | (0 - 0) | 48e Fernandes ( Archer)                                                | Sixfields Stadium, Northampton Spectateurs : 4 381 Arbitrage : David Rock | Sixfields Stadium, Northampton Spectateurs : 4 381 Arbitrage : David Rock |
| 20h45        | McGeehan 56e · Wormleighton 69e · Perkins 89e | Rapport | Modèle:Yel11 Edwards · 56e Fernandes · 57e Harwood-Bellis · 86e Downes | Sixfields Stadium, Northampton Spectateurs : 4 381 Arbitrage : David Rock | Sixfields Stadium, Northampton Spectateurs : 4 381 Arbitrage : David Rock |

| 12 août 2025 | Oxford United (2)                          | 1 - 0   | Colchester United (4)                 |                                                                    |                                                                    |
| 20h45        | ( Bradshaw) Goodrham 9e                    | (1 - 0) |                                       | Kassam Stadium, Oxford Spectateurs : 3 453 Arbitrage : Jacob Miles | Kassam Stadium, Oxford Spectateurs : 3 453 Arbitrage : Jacob Miles |
| 20h45        | Brannagan 83e · Harris 89e · Spencer 90+1e | Rapport | 58e Perry · 83e Tovide · 90+2e Lisbie | Kassam Stadium, Oxford Spectateurs : 3 453 Arbitrage : Jacob Miles | Kassam Stadium, Oxford Spectateurs : 3 453 Arbitrage : Jacob Miles |

| 12 août 2025 | Plymouth Argyle (3)                                             | 3 - 2   | Queens Park Rangers (2)          |                                                                 |                                                                 |
| 20h45        | ( Pálsson) Sarpong-Wiredu 48e · ( Benarous Watts) Oseni 54e 78e | (0 - 2) | 21e Bennie · 45+2e Kolli ( Vale) | Home Park, Plymouth Spectateurs : 10 884 Arbitrage : John Busby | Home Park, Plymouth Spectateurs : 10 884 Arbitrage : John Busby |
| 20h45        |                                                                 | Rapport | 38e Sutton                       | Home Park, Plymouth Spectateurs : 10 884 Arbitrage : John Busby | Home Park, Plymouth Spectateurs : 10 884 Arbitrage : John Busby |

| 12 août 2025 | Portsmouth FC (2)         | 1 - 2   | Reading FC (3)                                                  |                                                                        |                                                                        |
| 20h45        | ( Segecic) Singerr 90+3e  | (0 - 2) | 34e Garcia · 38e Ehibhatiomhan (Modèle:Passe decisive Rushesha) | Fratton Park, Portsmouth Spectateurs : 14 525 Arbitrage : Farai Hallam | Fratton Park, Portsmouth Spectateurs : 14 525 Arbitrage : Farai Hallam |
| 20h45        | Le Roux 53e · Poole 90+5e | Rapport | 80e Fraser · 90e Ryan                                           | Fratton Park, Portsmouth Spectateurs : 14 525 Arbitrage : Farai Hallam | Fratton Park, Portsmouth Spectateurs : 14 525 Arbitrage : Farai Hallam |

| 12 août 2025 | Watford FC (2)    | 1 - 2   | Norwich City (2)                            |                                                                        |                                                                        |
| 20h45        | ( Louza) Baah 68e | (0 - 2) | 10e Sargent ( Diallo) · 24e Núñez ( Diallo) | Vicarage Road, Watford Spectateurs : 9 243 Arbitrage : Dean Whitestone | Vicarage Road, Watford Spectateurs : 9 243 Arbitrage : Dean Whitestone |
| 20h45        | Kayembe 49e       | Rapport | 66e Medić                                   | Vicarage Road, Watford Spectateurs : 9 243 Arbitrage : Dean Whitestone | Vicarage Road, Watford Spectateurs : 9 243 Arbitrage : Dean Whitestone |

| 12 août 2025 | Bromley FC (4)                                        | 1 - 1 5 - 4 t. a. b. | Ipswich Town (2)                                         |                                                                     |                                                                     |
| 21h00        | ( Sowunmi) Elerewe 45e                                | (1 - 0)              | 53e Johnson                                              | Hayes Lane, Bromley Spectateurs : 3 005 Arbitrage : Matthew Russell | Hayes Lane, Bromley Spectateurs : 3 005 Arbitrage : Matthew Russell |
| 21h00        | Pinnock 60e                                           | Rapport              |                                                          | Hayes Lane, Bromley Spectateurs : 3 005 Arbitrage : Matthew Russell | Hayes Lane, Bromley Spectateurs : 3 005 Arbitrage : Matthew Russell |
| 21h00        | Cheek · Charles · Arthurs · Odutayo · Pinnock · Ifill | Tirs au but 5 - 4    | Hirst · Szmodics · Johnson · Young · Chaplin · Al-Hamadi | Hayes Lane, Bromley Spectateurs : 3 005 Arbitrage : Matthew Russell | Hayes Lane, Bromley Spectateurs : 3 005 Arbitrage : Matthew Russell |

| 13 août 2025 | Cheltenham Town (4)                               | 2 - 0   | Exeter City (3)                                      |                                                                     |                                                                     |
| 20h45        | ( Mažionis) Wilson 28e · ( Bickerstaff) Broom 55e | (1 - 0) |                                                      | Whaddon Road, Cheltenham Spectateurs : 2 109 Arbitrage : Alan Young | Whaddon Road, Cheltenham Spectateurs : 2 109 Arbitrage : Alan Young |
| 20h45        | Mažionis 34e · Archer 40e · Willcox 89e           | Rapport | 15e Francis · 16e James · 52e McDonald · 83e Cummins | Whaddon Road, Cheltenham Spectateurs : 2 109 Arbitrage : Alan Young | Whaddon Road, Cheltenham Spectateurs : 2 109 Arbitrage : Alan Young |

### Deuxième tour
Le tirage au sort de ce tour est divisé sur une base géographique en sections « nord » et « sud ». Les équipes sont opposées à une équipe de la même section. Les équipes de Premier League qui ne disputent pas de compétition européenne entrent en lice lors de ce tour.
Le tirage au sort a lieu le 13 août 2025.

#### Section nord
| 26 août 2025 | Accrington Stanley (4) | - | Doncaster Rovers (3) |                          |                          |
| 20h45        |                        |   |                      | Crown Ground, Accrington | Crown Ground, Accrington |
| 20h45        | [Rapport]              |   |                      | Crown Ground, Accrington | Crown Ground, Accrington |

| 26 août 2025 | Barnsley FC (3) | - | Rotherham United (3) |                           |                           |
| 20h45        |                 |   |                      | Oakwell Stadium, Barnsley | Oakwell Stadium, Barnsley |
| 20h45        | [Rapport]       |   |                      | Oakwell Stadium, Barnsley | Oakwell Stadium, Barnsley |

| 26 août 2025 | Birmingham City (2) | - | Port Vale (3) |                         |                         |
| 20h45        |                     |   |               | St Andrew's, Birmingham | St Andrew's, Birmingham |
| 20h45        | [Rapport]           |   |               | St Andrew's, Birmingham | St Andrew's, Birmingham |

| 26 août 2025 | Burnley FC (1) | - | Derby County (2) |                    |                    |
| 20h45        |                |   |                  | Turf Moor, Burnley | Turf Moor, Burnley |
| 20h45        | [Rapport]      |   |                  | Turf Moor, Burnley | Turf Moor, Burnley |

| 26 août 2025 | Preston North End (2) | - | Wrexham AFC (2) |                   |                   |
| 20h45        |                       |   |                 | Deepdale, Preston | Deepdale, Preston |
| 20h45        | [Rapport]             |   |                 | Deepdale, Preston | Deepdale, Preston |

| 26 août 2025 | Stoke City (2) | - | Bradford City (3) |                                |                                |
| 20h45        |                |   |                   | Bet365 Stadium, Stoke-on-Trent | Bet365 Stadium, Stoke-on-Trent |
| 20h45        | [Rapport]      |   |                   | Bet365 Stadium, Stoke-on-Trent | Bet365 Stadium, Stoke-on-Trent |

| 26 août 2025 | Sunderland AFC (1) | - | Huddersfield Town (3) |                              |                              |
| 20h45        |                    |   |                       | Stadium of Light, Sunderland | Stadium of Light, Sunderland |
| 20h45        | [Rapport]          |   |                       | Stadium of Light, Sunderland | Stadium of Light, Sunderland |

| 26 août 2025 | Burton Albion (3) | - | Lincoln City (3) |                                    |                                    |
| 20h45        |                   |   |                  | Pirelli Stadium, Burton upon Trent | Pirelli Stadium, Burton upon Trent |
| 20h45        | [Rapport]         |   |                  | Pirelli Stadium, Burton upon Trent | Pirelli Stadium, Burton upon Trent |

| 26 août 2025 | Wigan Athletic (3) | - | Stockport County (3) |                   |                   |
| 20h45        |                    |   |                      | DW Stadium, Wigan | DW Stadium, Wigan |
| 20h45        | [Rapport]          |   |                      | DW Stadium, Wigan | DW Stadium, Wigan |

| 26 août 2025 | Sheffield Wednesday (2) | - | Leeds United (1) |                         |                         |
| 21h00        |                         |   |                  | Hillsborough, Sheffield | Hillsborough, Sheffield |
| 21h00        | [Rapport]               |   |                  | Hillsborough, Sheffield | Hillsborough, Sheffield |

| 27 août 2025 | Everton FC (1) | - | Mansfield Town (3) |                            |                            |
| 20h45        |                |   |                    | Everton Stadium, Liverpool | Everton Stadium, Liverpool |
| 20h45        | [Rapport]      |   |                    | Everton Stadium, Liverpool | Everton Stadium, Liverpool |

| 27 août 2025 | Grimsby Town (4) | - | Manchester United (1) |                            |                            |
| 21h00        |                  |   |                       | Blundell Park, Cleethorpes | Blundell Park, Cleethorpes |
| 21h00        | [Rapport]        |   |                       | Blundell Park, Cleethorpes | Blundell Park, Cleethorpes |

#### Section sud
| 26 août 2025 | Reading FC (3) | - | AFC Wimbledon (3) |                         |                         |
| 20h00        |                |   |                   | Stade Madejski, Reading | Stade Madejski, Reading |
| 20h00        | [Rapport]      |   |                   | Stade Madejski, Reading | Stade Madejski, Reading |

| 26 août 2025 | Cambridge United (4) | - | Charlton Athletic (2) |                          |                          |
| 20h30        |                      |   |                       | Abbey Stadium, Cambridge | Abbey Stadium, Cambridge |
| 20h30        | [Rapport]            |   |                       | Abbey Stadium, Cambridge | Abbey Stadium, Cambridge |

| 26 août 2025 | Wolverhampton Wanderers (1) | - | West Ham United (1) |                                 |                                 |
| 20h30        |                             |   |                     | Molineux Stadium, Wolverhampton | Molineux Stadium, Wolverhampton |
| 20h30        | [Rapport]                   |   |                     | Molineux Stadium, Wolverhampton | Molineux Stadium, Wolverhampton |

| 26 août 2025 | AFC Bournemouth (1) | - | Brentford FC (1) |                         |                         |
| 20h45        |                     |   |                  | Dean Court, Bournemouth | Dean Court, Bournemouth |
| 20h45        | [Rapport]           |   |                  | Dean Court, Bournemouth | Dean Court, Bournemouth |

| 26 août 2025 | Bromley FC (4) | - | Wycombe Wanderers (3) |                     |                     |
| 20h45        |                |   |                       | Hayes Lane, Bromley | Hayes Lane, Bromley |
| 20h45        | [Rapport]      |   |                       | Hayes Lane, Bromley | Hayes Lane, Bromley |

| 26 août 2025 | Millwall FC (2) | - | Coventry City (2) |                  |                  |
| 20h45        |                 |   |                   | The Den, Londres | The Den, Londres |
| 20h45        | [Rapport]       |   |                   | The Den, Londres | The Den, Londres |

| 26 août 2025 | Cardiff City (3) | - | Cheltenham Town (4) |                               |                               |
| 20h45        |                  |   |                     | Cardiff City Stadium, Cardiff | Cardiff City Stadium, Cardiff |
| 20h45        | [Rapport]        |   |                     | Cardiff City Stadium, Cardiff | Cardiff City Stadium, Cardiff |

| 26 août 2025 | Norwich City (2) | - | Southampton FC (2) |                      |                      |
| 20h45        |                  |   |                    | Carrow Road, Norwich | Carrow Road, Norwich |
| 20h45        | [Rapport]        |   |                    | Carrow Road, Norwich | Carrow Road, Norwich |

| 26 août 2025 | Swansea City (2) | - | Plymouth Argyle (3) |                              |                              |
| 20h45        |                  |   |                     | Swansea.com Stadium, Swansea | Swansea.com Stadium, Swansea |
| 20h45        | [Rapport]        |   |                     | Swansea.com Stadium, Swansea | Swansea.com Stadium, Swansea |

| 27 août 2025 | Fulham FC (1) | - | Bristol City (2) |                         |                         |
| 20h45        |               |   |                  | Craven Cottage, Londres | Craven Cottage, Londres |
| 20h45        | [Rapport]     |   |                  | Craven Cottage, Londres | Craven Cottage, Londres |

| 27 août 2025 | Oxford United (2) | - | Brighton & Hove Albion (1) |                        |                        |
| 20h45        |                   |   |                            | Kassam Stadium, Oxford | Kassam Stadium, Oxford |
| 20h45        | [Rapport]         |   |                            | Kassam Stadium, Oxford | Kassam Stadium, Oxford |

### Troisième tour (1/16 de finale)
Le tirage au sort a lieu le .
| 11 ou 22 septembre 2025 |           | - |  |  |  |
|                         |           |   |  |  |  |
|                         | [Rapport] |   |  |  |  |

| 11 ou 22 septembre 2025 |           | - |  |  |  |
|                         |           |   |  |  |  |
|                         | [Rapport] |   |  |  |  |

| 11 ou 22 septembre 2025 |           | - |  |  |  |
|                         |           |   |  |  |  |
|                         | [Rapport] |   |  |  |  |

| 11 ou 22 septembre 2025 |           | - |  |  |  |
|                         |           |   |  |  |  |
|                         | [Rapport] |   |  |  |  |

| 11 ou 22 septembre 2025 |           | - |  |  |  |
|                         |           |   |  |  |  |
|                         | [Rapport] |   |  |  |  |

| 11 ou 22 septembre 2025 |           | - |  |  |  |
|                         |           |   |  |  |  |
|                         | [Rapport] |   |  |  |  |

| 11 ou 22 septembre 2025 |           | - |  |  |  |
|                         |           |   |  |  |  |
|                         | [Rapport] |   |  |  |  |

| 11 ou 22 septembre 2025 |           | - |  |  |  |
|                         |           |   |  |  |  |
|                         | [Rapport] |   |  |  |  |

| 11 ou 22 septembre 2025 |           | - |  |  |  |
|                         |           |   |  |  |  |
|                         | [Rapport] |   |  |  |  |

| 11 ou 22 septembre 2025 |           | - |  |  |  |
|                         |           |   |  |  |  |
|                         | [Rapport] |   |  |  |  |

| 11 ou 22 septembre 2025 |           | - |  |  |  |
|                         |           |   |  |  |  |
|                         | [Rapport] |   |  |  |  |

| 11 ou 22 septembre 2025 |           | - |  |  |  |
|                         |           |   |  |  |  |
|                         | [Rapport] |   |  |  |  |

| 11 ou 22 septembre 2025 |           | - |  |  |  |
|                         |           |   |  |  |  |
|                         | [Rapport] |   |  |  |  |

| 11 ou 22 septembre 2025 |           | - |  |  |  |
|                         |           |   |  |  |  |
|                         | [Rapport] |   |  |  |  |

| 11 ou 22 septembre 2025 |           | - |  |  |  |
|                         |           |   |  |  |  |
|                         | [Rapport] |   |  |  |  |

| 11 ou 22 septembre 2025 |           | - |  |  |  |
|                         |           |   |  |  |  |
|                         | [Rapport] |   |  |  |  |

### Quatrième tour (1/8 de finale)
Le tirage au sort a lieu .
| 27 octobre 2025 |           | - |  |  |  |
|                 |           |   |  |  |  |
|                 | [Rapport] |   |  |  |  |

| 27 octobre 2025 |           | - |  |  |  |
|                 |           |   |  |  |  |
|                 | [Rapport] |   |  |  |  |

| 27 octobre 2025 |           | - |  |  |  |
|                 |           |   |  |  |  |
|                 | [Rapport] |   |  |  |  |

| 27 octobre 2025 |           | - |  |  |  |
|                 |           |   |  |  |  |
|                 | [Rapport] |   |  |  |  |

| 27 octobre 2025 |           | - |  |  |  |
|                 |           |   |  |  |  |
|                 | [Rapport] |   |  |  |  |

| 27 octobre 2025 |           | - |  |  |  |
|                 |           |   |  |  |  |
|                 | [Rapport] |   |  |  |  |

| 27 octobre 2025 |           | - |  |  |  |
|                 |           |   |  |  |  |
|                 | [Rapport] |   |  |  |  |

| 27 octobre 2025 |           | - |  |  |  |
|                 |           |   |  |  |  |
|                 | [Rapport] |   |  |  |  |

### Cinquième tour (1/4 de finale)
Le tirage au sort a lieu le .
| 15 décembre 2025 |           | - |  |  |  |
|                  |           |   |  |  |  |
|                  | [Rapport] |   |  |  |  |

| 15 décembre 2025 |           | - |  |  |  |
|                  |           |   |  |  |  |
|                  | [Rapport] |   |  |  |  |

| 15 décembre 2025 |           | - |  |  |  |
|                  |           |   |  |  |  |
|                  | [Rapport] |   |  |  |  |

| 15 décembre 2025 |           | - |  |  |  |
|                  |           |   |  |  |  |
|                  | [Rapport] |   |  |  |  |

### Demi-finales
Le tirage au sort a lieu le .

#### Aller
| 12 janvier 2026 |           | - |  |  |  |
|                 |           |   |  |  |  |
|                 | [Rapport] |   |  |  |  |

| 12 janvier 2026 |           | - |  |  |  |
|                 |           |   |  |  |  |
|                 | [Rapport] |   |  |  |  |

#### Retour
| 2 février 2026 |           | - |  |  |  |
|                |           |   |  |  |  |
|                | [Rapport] |   |  |  |  |

| 2 février 2026 |           | - |  |  |  |
|                |           |   |  |  |  |
|                | [Rapport] |   |  |  |  |

### Finale
| Équipe 1 ·    |                |  |  |
| Titulaires :  |                |  |  |
|               |                |  |  |
| 01            | Gardien de but |  |  |
| 02            |                |  |  |
| 03            |                |  |  |
| 04            |                |  |  |
| 05            |                |  |  |
| 06            |                |  |  |
| 07            |                |  |  |
| 08            |                |  |  |
| 09            |                |  |  |
| 10            |                |  |  |
| 11            |                |  |  |
|               |                |  |  |
| Remplaçants : |                |  |  |
| 12            | Gardien de but |  |  |
| 13            |                |  |  |
| 14            |                |  |  |
| 15            |                |  |  |
| 16            |                |  |  |
| 17            |                |  |  |
| 18            |                |  |  |
| 19            |                |  |  |
| 20            |                |  |  |
|               |                |  |  |
| Entraîneur :  |                |  |  |
|               |                |  |  |

| Équipe 2 ·    |                |  |  |
| Titulaires :  |                |  |  |
|               |                |  |  |
| 01            | Gardien de but |  |  |
| 02            |                |  |  |
| 03            |                |  |  |
| 04            |                |  |  |
| 05            |                |  |  |
| 06            |                |  |  |
| 07            |                |  |  |
| 08            |                |  |  |
| 09            |                |  |  |
| 10            |                |  |  |
| 11            |                |  |  |
|               |                |  |  |
| Remplaçants : |                |  |  |
| 12            | Gardien de but |  |  |
| 13            |                |  |  |
| 14            |                |  |  |
| 15            |                |  |  |
| 16            |                |  |  |
| 17            |                |  |  |
| 18            |                |  |  |
| 19            |                |  |  |
| 20            |                |  |  |
|               |                |  |  |
| Entraîneur :  |                |  |  |
|               |                |  |  |

| Équipe 1 ·    |                |  |  |
| Titulaires :  |                |  |  |
|               |                |  |  |
| 01            | Gardien de but |  |  |
| 02            |                |  |  |
| 03            |                |  |  |
| 04            |                |  |  |
| 05            |                |  |  |
| 06            |                |  |  |
| 07            |                |  |  |
| 08            |                |  |  |
| 09            |                |  |  |
| 10            |                |  |  |
| 11            |                |  |  |
|               |                |  |  |
| Remplaçants : |                |  |  |
| 12            | Gardien de but |  |  |
| 13            |                |  |  |
| 14            |                |  |  |
| 15            |                |  |  |
| 16            |                |  |  |
| 17            |                |  |  |
| 18            |                |  |  |
| 19            |                |  |  |
| 20            |                |  |  |
|               |                |  |  |
| Entraîneur :  |                |  |  |
|               |                |  |  |

| Équipe 2 ·    |                |  |  |
| Titulaires :  |                |  |  |
|               |                |  |  |
| 01            | Gardien de but |  |  |
| 02            |                |  |  |
| 03            |                |  |  |
| 04            |                |  |  |
| 05            |                |  |  |
| 06            |                |  |  |
| 07            |                |  |  |
| 08            |                |  |  |
| 09            |                |  |  |
| 10            |                |  |  |
| 11            |                |  |  |
|               |                |  |  |
| Remplaçants : |                |  |  |
| 12            | Gardien de but |  |  |
| 13            |                |  |  |
| 14            |                |  |  |
| 15            |                |  |  |
| 16            |                |  |  |
| 17            |                |  |  |
| 18            |                |  |  |
| 19            |                |  |  |
| 20            |                |  |  |
|               |                |  |  |
| Entraîneur :  |                |  |  |
|               |                |  |  |

## Nombre d'équipes par division et par tour
| Divisions / Manches                      | Tour préliminaire | Premier tour | Deuxième tour | 3e tour (1/16 de finale) | 4e tour (1/8 de finale) | 5e tour (1/4 de finale) | Demi-finales | Finale | Vainqueur |
| ---------------------------------------- | ----------------- | ------------ | ------------- | ------------------------ | ----------------------- | ----------------------- | ------------ | ------ | --------- |
| Premier League (clubs européens) 9 clubs | Exempté           | Exempté      | Exempté       | 9                        |                         |                         |              |        |           |
| Premier League (non-européens) 11 clubs  | Exempté           | Exempté      | 11            |                          |                         |                         |              |        |           |
| Championship 24 clubs                    | Exempté           | 24           | 14            |                          |                         |                         |              |        |           |
| League One 24 clubs                      | Exempté           | 24           | 16            |                          |                         |                         |              |        |           |
| League Two 24 clubs                      | 4                 | 22           | 5             |                          |                         |                         |              |        |           |
| Total                                    | 4                 | 70           | 46            | 32                       | 16                      | 8                       | 4            | 2      | 1         |